# Saarbrücker Rahmenvereinbarung
Die Rahmenvereinbarung zur Ordnung des Unterrichts auf der Oberstufe der Gymnasien, kurz Saarbrücker Rahmenvereinbarung, war eine im Jahr 1960 in Saarbrücken getroffene Übereinkunft der westdeutschen Bundesländer über eine Neugestaltung der gymnasialen Oberstufe. Ziele der Vereinbarung war eine Reduzierung der Pflichtfächer und Stofffülle sowie eine stärkere Selbsttätigkeit der Lernenden.
Die Saarbrücker Rahmenvereinbarung stellt die erste bedeutende Maßnahme dar, durch die Schaffung von Wahlmöglichkeiten die Stofffülle und die Vielzahl der Fächer zu reduzieren und damit – im Rahmen der verschiedenen Zweige am Gymnasium – eine Spezialisierung der Schüler in gewissem Umfang zu ermöglichen. Von kleineren Änderungen abgesehen galt die Rahmenvereinbarung bis zur Einführung der Reformierten Oberstufe in der Bundesrepublik Deutschland im Juli 1972, die im Laufe der 1970er Jahre umgesetzt wurde.

## Ziele und Maßnahmen

### Zielsetzungen der Saarbrücker Rahmenvereinbarung (Auswahl)
- „Verminderung der Zahl der Pflichtfächer“
- „Konzentration der Bildungsstoffe“
- „Erziehung des Schülers zu geistiger Selbständigkeit und Verantwortung“
- „paradigmatische Auswahl und Bildung von Schwerpunkten bei gleichzeitiger vertiefter Betrachtungsweise der gesetzten fundamentalen Begriffe mit den dazugehörigen Denk- und Arbeitsweisen“ (exemplarisches Lernen)

### Reduzierung der Fächer
Die Kultusminister gingen von der Annahme aus, dass das Ideal einer umfassenden Allgemeinbildung im Sinne einer erschöpfenden enzyklopädischen Bildung angesichts der Explosion von Wissen in der Gesellschaft nicht mehr zu erreichen war; das bisherige 14-Fächer-System wurde in der Folge durch eine Gliederung des Unterrichtsangebotes in Pflichtfächer und Wahlpflichtfächer ersetzt und die Anzahl der zu besuchenden Fächer auf neun reduziert.
Pflichtfächer
- Religion
- Deutsch
- Geschichte
- Mathematik
- Leibesübungen

Pflichtfächer je nach Schultyp
- altsprachlicher Gymnasialtyp: Latein und Griechisch
- neusprachlicher Gymnasialtyp: zwei Fremdsprachen

Wahlpflichtfächer
- Musik oder Kunst
- Chemie oder Biologie oder Physik

## Kritik
Die mit der Saarbrücker Rahmenvereinbarung durch die Kultusministerkonferenz beschlossene Reform der Oberstufe der Gymnasien erfolgte gegen den heftigen Protest der führenden Naturwissenschaftler der Bundesrepublik Deutschland. 
Die Naturwissenschaftler sahen durch die geplante Reform die seit 150 Jahren erfolgreich wirkenden Grundideen des humboldtschen Bildungsideals gefährdet und sagten voraus, dass das Fehlen der erforderlichen Breite von geistes- und naturwissenschaftlicher Bildung der Abiturienten verheerende Auswirkungen auf die Qualität der zukünftigen Führungskräfte der Bundesrepublik haben würde. Darüber hinaus würden die Beschlüsse der Saarbrücker Rahmenvereinbarung langfristig katastrophale Auswirkungen auf das gesamte Bildungssystem haben und letztendlich die Wettbewerbsfähigkeit der Bundesrepublik schwächen, da in einem Staat der durch Land- und Rohstoffmangel geprägt ist, der wirtschaftliche Erfolg wesentlich davon abhängt, wie naturwissenschaftliche Forschung und technische Überlegenheit den Export auch gegenüber Völkern mit billigeren Arbeitskräften sicherstellen.
Einzelheiten kritischer Stellungnahmen von naturwissenschaftlichen Fakultäten verschiedener Universitäten, naturwissenschaftlicher Verbände und individueller Wissenschaftler zur Saarbrücker Rahmenvereinbarung sind in den Ausgaben der Zeitschrift Physikalische Blätter der Deutschen Physikalischen Gesellschaft der Jahrgänge 1960 bis 1963 zu finden. 